# 瓦爾德湖 (塞格貝格縣)
53°58′32″N 10°25′10″E / 53.97556°N 10.41944°E

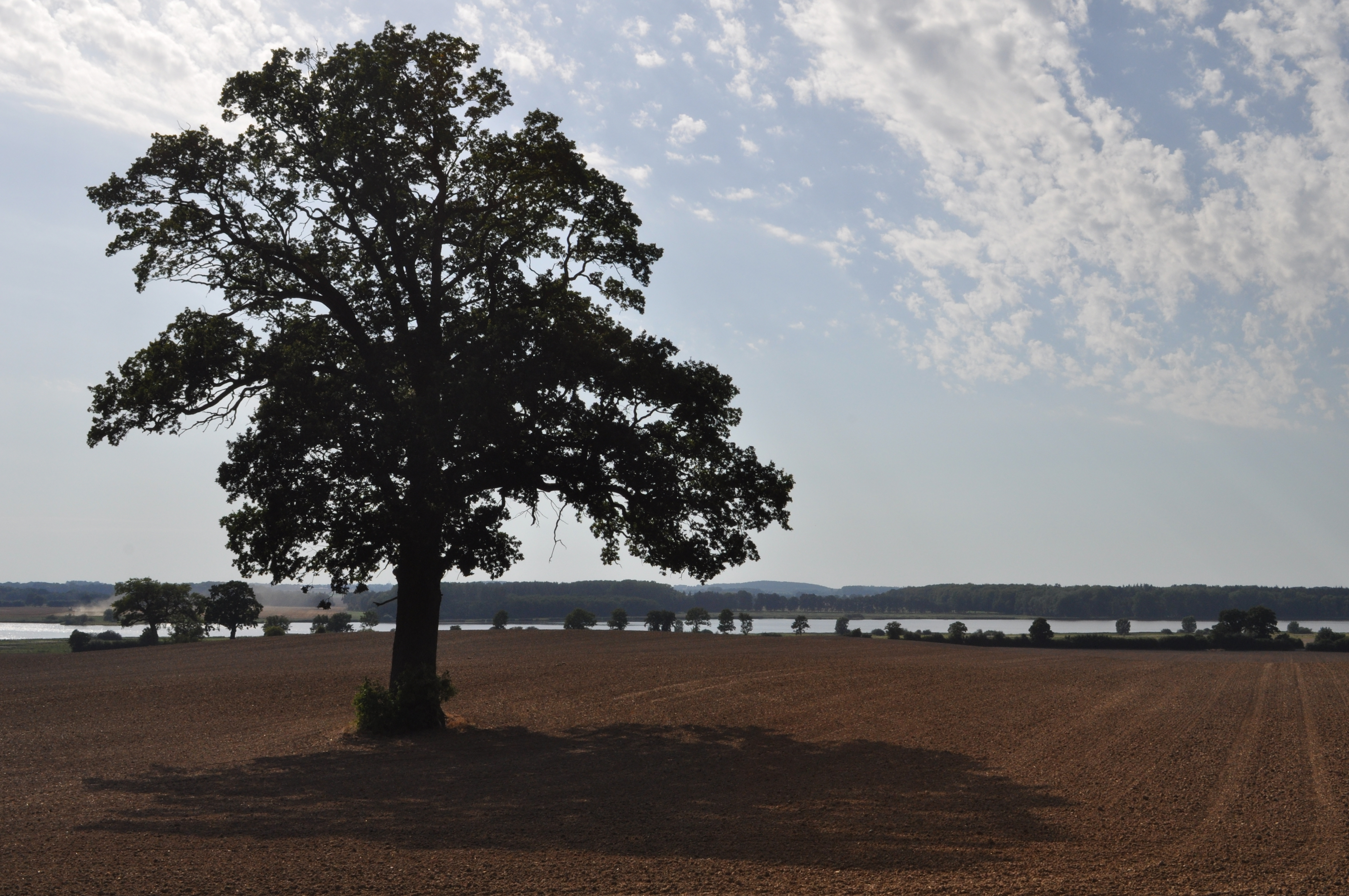

瓦爾德湖（德語：Wardersee），是德國的湖泊，位於該國北部石勒蘇益格-荷爾斯泰因州，由塞格貝格縣負責管轄，面積3.6平方公里，平均水深3.7米，最大水深10.8米。